# Moritz Boll
Moritz Boll (* 27. August 1994) ist ein deutscher Filmregisseur aus Norddeutschland.

## Biografie
Boll wuchs in Flintbek auf und begann zu Schulzeiten kleinere Filmprojekte zu realisieren. Nach dem Abitur an der Humboldtschule in Kiel arbeitete er als Regisseur, Drehbuchautor und Kameramann an verschiedenen Filmprojekten. 2014 drehte er den Langfilm Elise, für den er den Charakterdarsteller Michael Mendl engagieren konnte. Der Film wurde im Rahmen einer Kino-Tour in mehreren Kinos in Deutschland aufgeführt. Es folgte ein Studium der Medienproduktion und die Realisierung weiterer Kurzfilme und Auftragsarbeiten wie Kino-Werbespots für Unternehmen. Im Sommer 2017 drehte Boll das Kurzdrama Abgetaucht auf dem Gelände eines ehemaligen Schullandheims in Schleswig-Holstein. Der 15-Minüter mit Marko Gebbert in der Hauptrolle gewann Preise bei mehreren Festivals und wurde am 24. September 2018 im NDR Fernsehen ausgestrahlt.
Moritz Boll ist Träger des Stark-Preises des Landes Schleswig-Holstein.
In Daniel Karaseks Hamlet-Inszenierung am Kieler Schauspielhaus (Premiere am 12. April 2019) war Moritz Boll für die Video-Regie verantwortlich.
Am 13. September 2020 wurde Moritz Boll der Förderpreis Kultur der Landeshauptstadt Kiel verliehen. Stadtpräsident Hans-Werner Tovar bezeichnete Bolls Arbeit als „herausragendes Beispiel für die Vielfalt und die hohe Qualität der Kultur in Kiel“. Die Laudatio hielt Arne Sommer, Leiter der Filmwerkstatt Kiel der Filmförderung Hamburg Schleswig-Holstein.
Eine Zusammenarbeit mit dem Berliner Liedermacher Max Prosa führte zu einem Musikvideo mit dem Titel Wo die Liebe hinfällt. Boll drehte dafür auf einem Recyclinghof in Schleswig-Holstein.
2025 bekam Boll die Gelegenheit, die Forschungsexpedition M205 auf der FS Meteor mit der Kamera für Arte zu begleiten. Zusammen mit Wissenschaftlerinnen und Wissenschaftlern vom Senckenberg-Forschungsinstitut verbrachte er fünf Wochen an Bord des Forschungsschiffs in der Vema-Bruchzone im Nordatlantischen Ozean. Die Expedition starte in Las Palmas de Gran Canaria und endete in Fortaleza, Brasilien. Der Film Arte Re: Ein Team, eine Mission, fünf Wochen im Atlantik wurde am 2. April 2025 auf Arte ausgestrahlt und in vier Sprachen übersetzt.

## Filmografie (Auswahl)
- 2016: Elise
- 2018: Null Komma Sieben
- 2018: Abgetaucht
- 2019: Hamlet (Videoprojektion auf der Theaterbühne)
- 2020: Max Prosa – Wo die Liebe hinfällt (Musikvideo)
- 2025: Arte Re: Ein Team, eine Mission, fünf Wochen im Atlantik

## Auszeichnungen (Auswahl)
- 2018: Jurypreis Bester Kurzfilm beim 22. Filmfest Schleswig-Holstein für Abgetaucht[21]
- 2018: Publikumspreis beim 15. Mitteldeutschen Filmfestival Kurzsüchtig für Abgetaucht[22]
- 2018: Nachwuchsfilmpreis Schleswig-Holstein 2018 für Abgetaucht[23]
- 2018: Publikumspreis „Flotter Dreier“ beim 34. Internationalen Kurzfilmfestival Hamburg für Null Komma Sieben[24]
- 2019: Zweiter Platz bei den 26. Rüsselsheimer Filmtagen für Null Komma Sieben[25]
- 2020: Förderpreis Kultur der Landeshauptstadt Kiel[26]